# سابرينا فريدريك
سابرينا فريدريك (بالإنجليزية: Sabrina Frederick-Traub)‏ هي لاعبة كرة قدم أسترالية أسترالية، ولدت في 14 نوفمبر 1996 في Redhill, Surrey ‏ في المملكة المتحدة.

## وصلات خارجية
- سابرينا فريدريك على موقع AustralianFootball.com (الإنجليزية)